# チョン・ハナ
チョン・ハナ（朝: 정하나（鄭하나）、英: Jung Ha-na、中国語ラテン翻字: Ha Na、1990年2月2日 - ）は、韓国・京畿道議政府市出身の歌手。アイドルグループSecretのメンバー。

## 人物
2009年に現在の所属事務所のオーディションに合格し契約。「プッシーキャット・ドールズ」のリードボーカル、ニコール・シャージンガーにちなんで「ジンガー」という芸名でデビュー。2012年に交通事故に遭い、一時活動を休止。この時の心境の変化から、2013年5月より本名の「ハナ」で芸能活動を行うことを決めた。

## 出演

### ミュージカル
- 2010年 「Going To Love」
- 2010年 「One Love」
- 2011年 「Amazinger」 Secret 1st フルアルバム - ハナ ソロ[5]

### 司会
- 2012年 MBC「ショー!K-POPの中心」

### バラエティ番組
- 2010年 KBS2「星の黄金鐘」
- 2011年 SBS「スクールバラエティ 百点満点」